# Фукс, Эдуард Яковлевич
Эдуард Яковлевич Фукс (1834 Москва — 1909 Санкт-Петербург) — русский юрист, сенатор, первоприсутствующий Особого Присутствия Правительствующего Сената (1881), член Государственного совета Российской империи (с 1903), общественный деятель.
Брат юристов Виктора Яковлевича Фукса (1829—1891) и Владимира Яковлевича Фукса (1847 — не ранее 1917).

## Биография
Родился 21 января (2 февраля) 1834 года в семье учителя немецкого языка (1838—1845) в ремесленных учебных заведениях Воспитательного дома в Москве Якова Ивановича Фукса (1800—1870) и его жены — Агнессы Вильгельмовны (урожд. — Чурская) (1808 - 18.01.1890). В семье было четверо детей: Виктор, Эдуард, Владимир (1847 — не ранее 1917) и Леокадия (1846 — после 1858).

В 1852 году окончил 2-ю Московскую гимназию с правом на чин XIV класса, в 1856 году завершил образование на юридическом факультете Московского университета со степенью кандидата и 17 июня поступил на службу в типографию при Инспекторском департаменте Военного Министерства помощником столоначальника,

14 октября 1856 — по степени кандидата утверждён в чине коллежского секретаря;
17 июня 1858 — в должности столоначальника произведён в титулярные советники.
17 марта 1858 — переведён Секретарем Канцелярии Сибирского и Кавказского Комитетов.
17 декабря 1859 — за отличие награждён чином коллежского асессора.
В 1860 году перешёл в ведомство Министерства Юстиции, в котором занимал следующие должности:
- губернский Прокурор в Астраханской губернии — с 23 декабря 1860 г.,
- губернский Прокурор в Воронежской губернии — с 21 апреля 1863 г.,
- губернский Прокурор в Тульской губернии — с ноября 1865 г.

В 1865 году был привлечён министром юстиции Д. Н. Замятниным к работе по введению новых судебных уставов; за труды по судебной реформе удостоен Высочайшего благоволения.
- член вновь открывшегося Московского окружного суда — с 13 апреля 1866 г.
- прокурор Тульского окружного суда — со 2 октября 1866;
- прокурор Московского окружного суда — с 15 ноября 1866 г.;

17 декабря 1866 — произведён в коллежские советники;
- председатель вновь открывшегося Харьковского окружного суда — 17 августа 1867 г.

30 октября 1869 — за отличие по службе награждён чином статского советника.
- прокурор Одесской судебной палаты — с 12 августа 1871 г. с производством в действительные статские советники;
- прокурор Санкт-Петербургской судебной палаты — с 15 февраля 1873 г.

15 декабря 1877 — с производством в тайные советники назначен сенатором, присутствующим в Уголовном кассационном департаменте.
В 1879 и 1880 годах присутствовал, кроме того, в соединённом Присутствии 1-го и Кассационного Департаментов.

В течение 1881 года был Первоприсутствующим Особого Присутствия Правительствующего Сената по делам о государственных преступлениях, в том числе вёл судебный процесс над «первомартовцами 1881 года», подписал смертный приговор цареубийцам Желябову, Перовской, Михайлову, Кибальчичу, Рысакову.

18 января 1895 — назначен в 1-й департамент Правительствующего сената.
15 июня 1896 — в Соединенное присутствие 1-го и кассационных департаментов для пересмотра судебных решений губернских присутствий.
Трижды назначался членом Высшего Дисциплинарного присутствия сената на 1885, 1886 и 1887 годы.
С 1 января 1899 — действительный тайный советник.
С 1 января 1903 — член Государственного совета Российской империи, где с 22 января 1903 по 17 ноября 1905 присутствовал в Департаменте гражданских и духовных дел.
Умер в Санкт-Петербурге 1 (14) октября 1909 года. Похоронен в церкви Казанской иконы Божьей Матери на кладбище Воскресенского Новодевичьего монастыря в Петербурге.

## Награды
Получив 17 апреля 1863 года знак отличия за введение в действие Положения о крестьянах, вышедших из крепостной зависимости, в дальнейшем награждён всеми российскими орденами вплоть до ордена Святого Александра Невского, а также командорским крестом французского ордена Почётного легиона (1896).

## Общественная деятельность
В 1895—1904 годах председатель Юридического общества в Санкт-Петербургском университете. В 1897 году, по его инициативе, кроме отделений гражданского, уголовного и административного права, образовано ещё отделение обычного права. В Санкт-Петербургском Юридическом обществе, в отличие от Московского, преобладала практическая разработка права. Издавался журнал «Вестник права».
Состоял, также, помощником председателя Санкт-Петербургского общества вспомоществования бывшим воспитанникам Московского университета.

## Семья
Был женат на Елене Михайловне Кузминской (1845, Пермь, Российская империя — 1931, Югославия)

Дети:
- Елизавета (16 января 1872 — 16 мая 1964, Лондон, Великобритания) — жена Абациева Дмитрия Константиновича (1857—1963), генерала от кавалерии
- Владимир (14 июля 1874 Санкт-Петербург — 1920) — выпускник Императорского Училища Правоведения[4], действительный статский советник, камер-юнкер, вице-губернатор: Витебской губернии (1905—1907); Бессарабский губернии (1907—1909); Владимирской губернии (1909—1912) и Вологодский губернии (1912—1915). В 1916 году состоял уполномоченным Красного Креста на Юго-Западном фронте. Убит в 1920 году[5].
- Лев (род. 22 декабря 1875 — 1916) — в 1905 штабс-ротмистр Николаевского кавалерийского училища в Санкт-Петербурге, в 1916 полковник, жил в Петрограде, погиб в Первую мировую войну.
- Михаил (4 февраля 1878 — 14 мая 1905) — в 1902 мичман 7-го флотского экипажа в Кронштадте, младший артиллерийский офицер броненосца «Бородино», лейтенант. Погиб в Цусимском сражении в русско-японскую войну.
- Анатолий (род. 14 марта 1881—1882)

## Адрес в Санкт-Петербурге
- г. Санкт-Петербург  ул. Захарьевская, д. 23
- г. Санкт-Петербург. ул. Бассейная  д. 25